# San José Mogollón
San José Mogollón är en ort i Mexiko.   Den ligger i kommunen Coyuca de Benítez och delstaten Guerrero, i den södra delen av landet, 280 km söder om huvudstaden Mexico City. San José Mogollón ligger 34 meter över havet och antalet invånare är 370.
Terrängen runt San José Mogollón är huvudsakligen kuperad, men söderut är den platt. San José Mogollón ligger nere i en dal. Runt San José Mogollón är det ganska glesbefolkat, med 25 invånare per kvadratkilometer. Närmaste större samhälle är Coyuca de Benítez, 5,7 km sydost om San José Mogollón. I omgivningarna runt San José Mogollón växer i huvudsak lövfällande lövskog.